# La notte e il momento
La notte e il momento (The Night and the Moment) è un film del 1994 diretto da Anna Maria Tatò, tratto da un dialogo del 1755 di Claude-Prosper Jolyot de Crébillon.

## Trama
Una giovane marchesa che ama la via del libero pensiero e degli adulatori invita in casa sua un autore che finge di sedurla, iniziando così una relazione sentimentale e sessuale.